# Leonardo Torriani
Leonardo Torriani (Cremona, 1559 – Coimbra, 1628) è stato un ingegnere, architetto e storico italiano naturalizzato spagnolo, che fu anche geografo e cartografo militare.

## Biografia

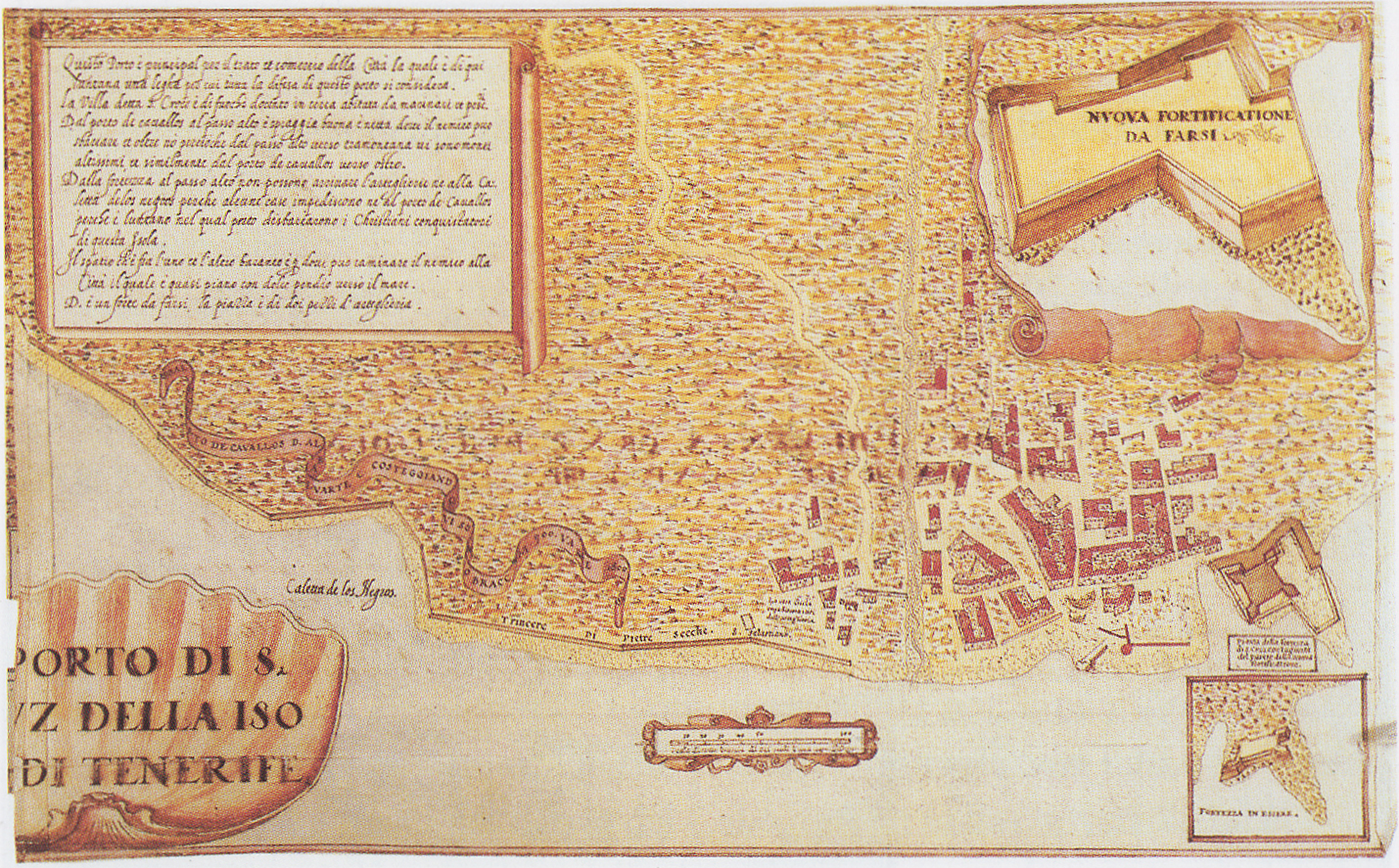
Tavola di Leonardo Toriani,1588

Nacque in una famiglia con tradizioni consolidate in diversi campi: orologiai, idraulici, ingegneri. Lo zio Gianello Torriani era l'ingegnere idraulico che canalizzò il Tago.
Leonardo Torriani nacque a Cremona, forse nel 1559; dopo aver servito a Praga presso l'imperatore Rodolfo II di Boemia, giunse in Spagna probabilmente richiamato dallo zio nel 1582, alla corte del re Filippo II come ingegnere militare.
Nel mese di marzo 1584 venne nominato ingegnere del re nell'isola di La Palma e inviato laggiù con l'incarico di costruire un molo e una torre, per il cui lavoro risulta fu pagato uno scudo al giorno.
Tornando alla Corte di Spagna, tre anni più tardi, ricevette un incarico più ambizioso: visitare tutte le fortezze delle Isole Canarie e farne relazione sul modo migliore per completarne il sistema difensivo contro gli attacchi provenienti dal mare.
Nel caso delle Canarie i corsari francesi, inglesi, olandesi, ed i corsari barbareschi delle vicine coste del Marocco.
Per più di cinque anni Torriani visitò tutte le isole, elaborando progetti che per la stragrande maggioranza, però, non saranno realizzati, e provvedette ad inviare le sue relazioni periodiche alla Corte Spagnola.
Alla fine dell'incarico lasciò le isole e si trasferì a Orano e quindi a Cartagena, e in Algeria, e infine in Portogallo, allora dominio spagnolo, dove lavorò come Ingegnere Maggiore per circa trenta anni, dapprima a Viana do Castelo, poi a Lisbona, dove completò il Forte de São Lourenço do Bugio. 
A Setúbal essendo morto l'ingegnere Filippo Terzi, subentrò nella direzione del Forte de São Filipe de Setúbal. Gli è anche attribuito il piano per le fortificazioni della città di São Salvador da Bahia de Todos os Santos.
Morì in Portogallo, sembra a Coimbra, nel 1629.
La tradizione di famiglia si perpetuò con il figlio nato nel 1605, Diego Torriani, anch'egli ingegnere maggiore, e con l'altro figlio nato nel 1610, Giovanni Battista Torriani, che ebbe incarichi dal re Giovanni IV di Braganza, quindi anche dopo l'indipendenza del Portogallo del 1640, fino alla sua morte avvenuta nel 1679.

### Opere letterarie
- Descrittione et Historia del Regno de Isole Canarie, già dette le Fortunate, con il parere delle loro fortificationi (1584-1592)

### Altre opere
Da giovane, in Italia, egli aveva ricevuto una educazione umanistica ed era animato da interessi culturali anche per ambiti inusuali per un ingegnere. Coltivava la poesia, la musica, la storia, e la curiosità per gli usi ed i costumi di altre culture. Tutto ciò spiega perché rimase affascinato dalla cultura dei Guanci, gli abitanti indigeni delle Canarie. E siccome egli percorse tutte le isole proprio mentre era in corso il genocidio e la distruzione della cultura locale, le sue osservazioni sono estremamente preziose.
Durante il suo soggiorno nelle isole Canarie, Leonardo Torriani scrisse: "Descrittione et Historia del Regno de Isole Canarie, già dette le Fortunate, con il parere delle loro fortificationi", nel periodo compreso tra il 1584 ed il 1592. Torriani in questo lavoro descrive le isole, le loro città principali e la loro storia, la geografia, la religione, l'antropologia, l'onomastica e la toponomastica, oltre a fornire dati e piani per le sue fortificazioni.
Leonardo Torriani conservò una copia manoscritta di tutte le relazioni, che dopo la sua morte e quella del figlio Diego, sono rimaste presso il Convento di Saô Bento di Coimbra, passando poi alla Biblioteca della Università di Coimbra, dove il prezioso manoscritto si trova ancor oggi.
Egli redasse anche una mappa delle isole Canarie sia in scala generale, sia in piccola scala, e produsse altresì piani dettagliati delle principali città quali Las Palmas, ed Arrecife, e dei porti più importanti, tra cui quello di Garachico. Il suo stile è caratteristico del tempo rispetto alla destinazione d'uso, infatti doveva essere utile per le decisioni della Corte Spagnola, e pur tuttavia le sue rappresentazioni cartografiche sono tanto dettagliate da essere state considerate essenziali per la pianificazione urbanistica di conservazione dei beni culturali come nel caso dell'area urbana centrale di Las Palmas.
Curiosamente, la cartografia che egli produsse comprende, tra le isole Canarie la immaginaria isola di San Boròndon (San Brendano) di cui, da secoli e secoli, si favoleggiava l'esistenza ad ovest di Hierro.
Ma pur essendo un'opera ingegneristicamente più che valida, il suo contributo culturale più importante, è dato dall'essere un'opera che travalica le notizie di carattere professionale in senso stretto in quanto ci informa di un mondo ormai scomparso.
Forse fu ispirato dall'opera dell'avvocato presso la Real audencia de Canarias, Antonio de Troya, il cui manoscritto, oggi scomparso, dal titolo: “Historia de Canarias”, poté essere una traccia per le sue osservazioni ed uno stimolo per le sue escursioni geografiche e storiche.
Ma il suo contributo autentico è nell'osservazione sul campo, come quando descrive nel dettaglio i villaggi dei Guanci, allora esistenti, ma ormai tutti scomparsi, è il caso di Telde, e delle vicine grotte di Cendro e Tara, presso l'isola di Gran Canaria, ove fu rinvenuto il famoso Idolo di Tara, e nel descrivere la religione degli aborigeni si sofferma anche sulla vita quotidiana nelle isole, dandoci quindi un prezioso repertorio antropologico.
Poi ancora descrive i loro sport come il Juego del Palo, i loro canti, le loro poesie di cui ci ha tramandato un raro frammento tradotto in italiano: “Se gli delfini moren d'amore, / ahi lassa, che faremo noi, / che più di loro habbiam dolce il core“.
Dal punto di vista geografico ha descritto anche l'eruzione del vulcano Tacande nell'isola di La Palma, nel maggio giugno del 1585. Ed altrettanto preziosa è la sua mappa di Garachico del 1572 nell'isola di Tenerife, che egli descrive come il migliore e principale porto dell'isola, ormai del tutto scomparso dopo l'eruzione del vulcano Montagna Negra del 1706 che lo colmò completamente.
Le sue osservazioni hanno anche il valore storico della testimonianza personale, infatti restando a La Palma anche per il periodo invernale, fu testimone dell'attacco del corsaro inglese Francis Drake nel novembre del 1585.
Diede un contributo anche alla linguistica ed all'onomastica visto che riporta la notizia che a Tenerife era presente un'importante colonizzazione portoghese, forse di ebrei sfuggiti alla Santa Inquisizione, soprattutto nel nord-ovest dell'isola ad Icod de los Vinos, e Daute, ed egli reputa: “è popolata la maggior parte da gente Portughesa, la quale avanzando in la industria dell'agricoltura al'altre nationi spagnuoli l'han resa di maggior fertilità et richhezza…“.

## Opere
- Leonardo Torriani, Descripción de las Islas Canarias., Ed. Goya, Santa Cruz de Tenerife, 1978 ISBN 84-7181-336-X